# Születésnap (film, 1998)
A Születésnap (Festen) 1998-ban bemutatott dán filmdráma Thomas Vinterberg rendezésében. Ez volt az első olyan produkció, amely a Dogma-filmek szabályai szerint készült.

## Történet
A nagy tiszteletben tartott családfő és sikeres üzletember, Helge (Henning Moritzen) a hatvanadik születésnapját ünnepli a családi tulajdonban lévő hotelben. Ott van az eseményen felesége Else (Birthe Neumann), lánya Helene (Paprika Steen) és fiai Michael (Thomas Bo Larsen) és Christian (Ulrich Thomsen). Christian ikertestvére, Linda nemrég követett el öngyilkosságot a szállodában.
Még az ünnepi vacsora előtt Helene megtalálja Linda búcsúlevelét, de elrejti azt, mielőtt tartalma nyilvánosságra kerülne. Később a vacsora során Christian mond egy pohárköszöntőt, melyben azzal vádolja apját, hogy gyerekkorában őt és ikertestvérét szexuálisan zaklatta. Helge családja és barátai kezdetben abszurd tréfának, vagy Christian képzelgésének veszik a dolgot. Egy négyszemközti beszélgetés során a láthatóan értetlen Helge megkérdi a fiát, hogy miért rágalmazta meg, és a kábult Christian visszavonja vádjait. Habár Kim, a hotel szakácsa, Christan gyerekkori barátja és, aki tud a zaklatásról is, arra ösztönzi, hogy ne hagyja annyiban a dolgot. Az asztalnál Else a gyermekeiről kezd beszélni, azt állítja Christianról, hogy gyermekként túlzott képzelőerővel rendelkezett, és megkéri, hogy kérjen bocsánatot korábbi viselkedéséért. Christian válaszában elmondja, hogy egyszer Else váratlanul megzavarta Helgét erőszaktevés közben, de mégsem zavarta a dolog és semmit sem tett ellene. A feldühödött Michael erre kidobja Christiant a hotelből.
Végül Christian vádjai igazolást nyernek, amikor Helene felolvassa nővére búcsúlevelét a vendégek előtt. Linda azt írta, hogy inkább a halálba menekül rémálmai elől, melyben saját apja újra és újra megerőszakolja. A dühös Helge elismeri a molesztálásokat, majd azt mondja, hogy mindezt Christian érdekében tette, ezután kivonul az ebédlőből a megdöbbent vendégek szeme láttára.
Másnap reggel Helge próbál bocsánatot kérni mindenkitől, Michael hűvösen elutasítja az apját. Christian készül visszatérni Párizsba, és megkéri az egyik pincérnőt, Piát (Trine Dyrholm), hogy tartson vele. A nő elfogadja a meghívást, majd a film végén az egész család elhagyja a hotelt.

## Szereplők
| Színész   | Szerep           | Magyar hang           |
| --------- | ---------------- | --------------------- |
| Christian | Ulrich Thomsen   | Epres Attila          |
| Helge     | Henning Moritzen | Papp János            |
| Michael   | Thomas Bo Larsen | Bede-Fazekas Szabolcs |
| Helene    | Paprika Steen    | Kocsis Mariann        |
| Else      | Birthe Neumann   | Kovács Nóra           |
| Pia       | Trine Dyrholm    | Solecki Janka         |
| Mette     | Helle Dolleris   | Ősi Ildikó            |
| Michelle  | Therese Glahn    | Holló Orsolya         |
| Helmut    | Klaus Bondam     | (n. a.)               |
| Kim       | Bjarne Henriksen | Hankó Attila          |
| Gbatokai  | Gbatokai Dakinah | (n. a.)               |
| Nagybácsi | Lasse Lunderskov | (n. a.)               |
| Lars      | Lars Brygmann    | Kárpáti Levente       |
| Linda     | Lene Laub Oksen  | (n. a.)               |
| Birthe    | Linda Laursen    | (n. a.)               |
| Nagyapa   | John Boas        | Rajhona Ádám          |
| Nagymama  | Erna Boas        | (n. a.)               |
| Kasper    | (n. a.)          | Czető Zsanett         |
| Helmuth   | (n. a.)          | ifj. Jászai László    |
| Leif      | (n. a.)          | Juhász György         |
| Bent      | (n. a.)          | Katona Zoltán         |
| Mads      | (n. a.)          | Palóczy Frigyes       |
| Gyerek    | (n. a.)          | Domokos Richárd       |

## Stílus
A Születésnap az első Dogma-filmként vált híressé (Dániában a teljes címe Dogma #1 – Születésnap). A Dogma-filmekre szigorú szabályrendszer jellemző, például csak kézikamerát lehet használni és a speciális megvilágítás sem megengedett. A filmet egy Sony DCR-PC7E kézikamerával vették fel hagyományos Mini-DV kazettákra. Az egész koncepciónak volt egy olyan éle is, amely a drága és mesterkélt hollywoodi filmgyártás ellen tiltakozott.

## Inspiráció
Néhány évvel a film elkészítése után beszélt arról Thomas Vinterberg, hogy honnan jött egy inspiráció. A történetet egy fiatalember mondta el egy rádióműsorban. Erről Vinterbergnek egy pszichiátriai ápoló barátja számolt be. Később Vinterberg is meghallgatta a rádióműsort, és megkérte Morgens Rukovot, hogy írja meg az események forgatókönyvét, mintha a fiatalember saját története lenne.

## Fogadtatás
A Születésnap főleg pozitív kritikákat kapott. A Rotten Tomatoeson olvasható 34 vélemény 91%-ra értékeli a filmet.
A pszichológus Richard Gartner szerint, aki olyan férfiaknak próbál segítséget nyújtani, akik gyermekkorukban szexuális zaklatásnak voltak kitéve, a Születésnap egy dicséretre méltó film, és pontosan ábrázolja egy szexuális visszaélés következményeit.

## Jelentősebb díjak és jelölések
Golden Globe-díj (1999)
- jelölés: legjobb külföldi film – Birgitte Hald

BAFTA-díj (2000)
- jelölés: legjobb nem angol nyelvű film – Birgitte Hald, Thomas Vinterberg

Cannes-i fesztivál (1998)
- díj: Zsűri-díja – Thomas Vinterberg
- jelölés: Arany Pálma – Thomas Vinterberg

César-díj (1999)
- jelölés: legjobb külföldi film – Thomas Vinterberg

Európai Filmdíj (1998)
- díj: Az év felfedezettje – Thomas Vinterberg
- jelölés: legjobb film – Birgitte Hald
- jelölés: legjobb színész – Ulrich Thomsen

## Fordítás
- Ez a szócikk részben vagy egészben  a   The_Celebration című angol Wikipédia-szócikk fordításán alapul.  Az eredeti cikk szerkesztőit annak laptörténete sorolja fel. Ez a jelzés csupán a megfogalmazás eredetét és a szerzői jogokat jelzi, nem szolgál a cikkben szereplő információk forrásmegjelöléseként.